# AOC Sainte-Foy-Bordeaux
Sainte-Foy-Bordeaux es una denominación de origen de la región vinícola de Burdeos, tanto de vino blanco (Sainte-Foy-Bordeaux blanc) como tinto (Sainte-Foy-Bordeaux rouge). Las uvas deben provenir del territorio siguiente, excepto las partes o parcelas situadas sobre aluviones modernos: el cantón de Sainte-Foy entero y las comunas de Landerrouat, Gensac, Pessac-sur-Dordogne, Pellegrue y Massugas.
Las variedades autorizadas son:
- Para el vino tinto: cabernet, merlot rouge, malbec y petit verdot.
- Para el vino blanco:
  - Variedades principales: semillón, sauvignon y muscadelle.
  - Variedades secundarias: merlot blanc, colombard, mauzac y ugni blanc.

El porcentaje total de las variedades secundarias dentro de la plantación no debe superar el 10%.
Los vinos blancos deben provenir de mostos que contengan un mínimo y antes de todo enriquecimiento o concentración de 187 gramos de azúcar natural por litro y presenten, después de la fermentación, un grado alcohólico mínimo de 11º. En el caso de los vinos tintos, los límites son de 178 gramos de azúcar y 10,5º de graduación alcohólica, respectivamente.
La producción no puede exceder de 50 hectolitros por hectárea de viña en producción en el caso de los vinos tintos y 55 hl/ha para los blancos. La producción media anual de esta denominación es, en el caso del vin blanc d'or (vino blanco)  de 500 hectolitros, y la superficie declarada la de 12 hectáreas. En el caso del vin rouge (vino tinto) son 16.000 hl y 320 ha.
El reconocimiento del Sainte-Foy-Bordeaux como appellation d'origine contrôlée (AOC) data de 1937. A partir de 1973, es una denominación de origen protegida (PDO) ante la Unión Europea.